# Sinagoga Nidhe Israel
La Sinagoga Nidhe Israel  (en inglés: Nidhe Israel Synagogue; literalmente Sinagoga de la diáspora de Israel) es la única sinagoga en Bridgetown, la capital de la nación antillana de Barbados. También tiene la distinción de ser una de las sinagogas más antiguas del hemisferio occidental y una propiedad de la Barbados National Trust. En 2011, la Sinagoga y la excavación Mikve se designaron como propiedades protegidas por la UNESCO como parte del Patrimonio de la Humanidad histórico de Bridgetown y la zona de Garrison. 